# Eustache Lorsay
Pour les articles homonymes, voir Eustache.
Alexandre Louis Eustache, dit Eustache Lorsay, né le 23 juin 1822 dans l'ancien 6e arrondissement de Paris et mort le 17 mai 1871 aux Lilas, est un dramaturge, chroniqueur, dessinateur sur bois, illustrateur et collectionneur français.

## Biographie
Polymathe, Eustache a touché à tout ce qui se rattache à l’art : théâtre, peinture, dessin, journalisme, principalement sous le nom d’« Eustache Lorsay » , il a également signé quelques pièces du pseudonyme d’« E. Lampsonius ». La diversité de ses intérêts a pu nuire à sa notoriété.
Comme peintre, il a été l’élève de Raymond Monvoisin. Il a participé aux Salons 1844, 1848, 1849, 1853, 1854 et 1857, et connu quelques succès. Il a commencé à se faire un nom en travaillant aux Français peints par eux-mêmes, avec Gavarni et Meissonnier. Comme dessinateur, tous ses dessins avaient trait aux choses et aux hommes du théâtre ; c’étaient des portraits de comédiens de la Comédie-Française comme le dessin au crayon signé « Eustache Lorsay » de l’acteur Jean-Baptiste François Provost (1852), des scènes empruntées aux pièces en vogue, des types de coulisses enlevés à l’aquarelle ou crayonnés sur bois.
Il a ainsi alimenté pendant des années vingt publications illustrées, collaborant surtout au Magasin pittoresque, à l’Illustration, à la Vie parisienne. Doué de la science du costume, qu’il restituait avec un rare talent, est lui qui, bien souvent, a dessiné les costumes des dames du boulevard.
Il a illustré de la sorte plusieurs physiologies et collaboré à un grand nombre de publications dites pittoresques, entre autres à la belle édition de la Comédie humaine. Il a également illustré les œuvres d’Eugène Sue et Alexandre Dumas.
Comme écrivain, il était également très actif dans la presse, et tenait, au Figaro, la chronique intitulée « les Coulisses du théâtre ». Plus tard, il s’est occupé surtout de la mise en scène des théâtres du boulevard. À force de fréquenter les coulisses, il a fini par devenir auteur dramatique, pour écrire un Charles XII écrit en collaboration avec Taillade. Il a également composé un Chevalier d’Assas.
Grand collectionneur, ses recherches portaient spécialement sur l’histoire européenne. Un de ses domaines de prédilection était l’étude de costumes de toutes les époques et de toutes les classes. Il avait amassé sur ce sujet, dans son atelier de la rue de Lancry, des monceaux de notes et de croquis que les acteurs consultaient avec profit. Chercheur de curiosités, dénicheur de choses introuvables, passant ses journées à farfouiller et ne travaillant que la nuit, il a laissé une énorme collection d’estampes, rendue d’autant plus précieuse par l’incendie des gravures du Louvre lors des incendies de Paris pendant la Commune, qui était consultée par tous les amateurs.
À sa mort, d’une maladie nerveuse, il a laissé en manuscrit une grande pièce intitulée Don Juan de Portugal, ainsi que la relation écrite, jour par jour, à la façon de L’Estoile ou de Tallemant des Réaux, de tout ce qui s’était passé sous ses yeux.

## Œuvre

### Livres illustrés
- Le Juif errant, 1842, avec Célestin Nanteuil, Paul Gavarni, Jean-Louis-Ernest Meissonier.
- Le Colonel Chabert, 1844.
- Le Père Goriot, 1852.
- Un épisode sous la Terreur, 1852.
- Le Chevalier de Maison-Rouge, 1852.
- La Reine Margot, 1857.
- Don Gigadas, 1868.

### Peinture
- La Fête, 1858.
- Les Incroyables, 1863.

### Dessins
- Portrait de M. Henri de R…, 1844.
- Portrait de M. Tisserant. artiste du théâtre du Gymnase dans Clarisse Harlowe, 1847.
- La Fin d’une orgie, 1848.
- Fugitifs demandant le passage à bord, 1848.
- Portrait de M. Rébard dans le rôle de M. Guimauve, 1848.
- Portrait de M. Régnier dans le rôle de Scapin, 1848.
- Portrait de M. Ferdinand, 1848.
- Portrait de M. Flers, artiste-peintre, 1849.
- Portrait de M. Hermann-Léon dans Haydée, 1849.
- Portrait de M. L., 1849.
- Saltimbanque, 1853.
- Épisode de la Saint-Barthélemy, 1854.
- L’Idée dans le vin, 1854.
- Pierrot malade, 1857.
- Un homme incompris, 1859.
- Un chiffonnier, étude, 1859.
- Nuit de la Saint-Barthélemy, le duc de Guise insulte le cadavre de l'amiral Coligny, 1859.

### Théâtre
- Charles XII.
- Le Maréchal de Villars, théâtre du Cirque.
- Maurice de Saxe, théâtre du Cirque.